# Polytrichum autranii
Polytrichum autranii là một loài rêu trong họ Polytrichaceae. Loài này được Renauld & Cardot mô tả khoa học đầu tiên năm 1894.